# Futsalliga West 2017/18
Die Futsalliga West 2017/18 war die 13. Saison der Futsalliga West, der höchsten Futsalspielklasse der Männer in Nordrhein-Westfalen. Die Saison begann am 2. September 2017 und endete mit dem letzten Spieltag am 10. März 2018. Den Meistertitel sicherten sich die Futsal Panthers Köln vor dem Titelverteidiger MCH Futsal Club Sennestadt aus Bielefeld. Beide Mannschaften qualifizierten sich für die Deutsche Futsal-Meisterschaft 2018.
Für die Kölner war es der zweite Meistertitel ihrer Vereinsgeschichte. Die Abstiegsplätze belegten die Bonner Futsal Lions, Fortuna Düsseldorf und der UFC Paderborn. Durch den freiwilligen Rückzug des SC Aachen verblieben die Düsseldorfer jedoch in der Futsalliga West. Torschützenkönig der Liga wurde erneut Hakim Aytan von den Black Panthers Bielefeld, der insgesamt 39 Tore erzielte.

## Tabelle
| Pl.               | Verein                         | Sp. | S  | U | N  | Tore    | Diff. | Punkte |
| ----------------- | ------------------------------ | --- | -- | - | -- | ------- | ----- | ------ |
| 1.                | Futsal Panthers Köln           | 18  | 16 | 1 | 1  | 124:350 | +89   | 49     |
| 2.                | MCH Futsal Club Sennestadt (M) | 18  | 15 | 2 | 1  | 124:580 | +66   | 47     |
| 3.                | Black Panthers Bielefeld       | 18  | 12 | 1 | 5  | 111:770 | +34   | 37     |
| 4.                | Holzpfosten Schwerte           | 18  | 11 | 2 | 5  | 103:760 | +27   | 35     |
| 5.                | UFC Münster                    | 18  | 8  | 2 | 8  | 098:840 | +14   | 26     |
| 6.                | SC Aachen                      | 18  | 7  | 1 | 10 | 058:700 | −12   | 22     |
| 7.                | Wuppertaler SV (N)             | 18  | 6  | 0 | 12 | 065:110 | −45   | 18     |
| 8.                | Fortuna Düsseldorf             | 18  | 4  | 4 | 10 | 061:880 | −27   | 16     |
| 9.                | UFC Paderborn                  | 18  | 3  | 0 | 15 | 065:135 | −70   | 09     |
| 10.               | Bonner Futsal Lions (N)        | 18  | 1  | 1 | 16 | 056:132 | −76   | 04     |
| Stand: Saisonende |                                |     |    |   |    |         |       |        |

| Zum Saisonende 2017/18: |                                                                                 |
| Meister und Teilnahme an der Deutschen Futsal-Meisterschaft 2018: Futsal Panthers Köln Teilnahme an der Deutschen Futsal-Meisterschaft: MCH Futsal Club Sennestadt Abstieg in die Ober- bzw. Verbandsliga: SC Aachen, Bonner Futsal Lions, UFC Paderborn |                                                                                 |
| |                                                                                 |
| Zum Saisonende 2016/17: |                                                                                 |
| (M) | Titelverteidiger: MCH Futsal Club Sennestadt                                    |
| (N) | Aufsteiger aus der Ober- bzw. Verbandsliga: Bonner Futsal Lions, Wuppertaler SV |

## Kreuztabelle
| 2017/18                    | AAC  | BIE  | BON  | DÜS  | KÖL | MÜN  | PAD  | SCH  | SEN  | WUP  |
| -------------------------- | ---- | ---- | ---- | ---- | --- | ---- | ---- | ---- | ---- | ---- |
| SC Aachen                  |      | 5:3  | 7:5  | 1:1  | 0:1 | 3:6  | 11:3 | 1:4  | 1:5  | 5:2  |
| Black Panthers Bielefeld   | 4:1  |      | 12:2 | 8:2  | 1:7 | 7:4  | 7:5  | 7:3  | 7:5  | 4:3  |
| Bonner Futsal Lions        | 1:6  | 3:14 |      | 3:5  | 1:7 | 2:10 | 3:7  | 8:10 | 3:9  | 4:3  |
| Fortuna Düsseldorf         | 1:2  | 5:13 | 5:1  |      | 2:8 | 7:3  | 4:3  | 3:3  | 5:5  | 3:4  |
| Futsal Panthers Köln       | 6:3  | 4:3  | 8:4  | 7:2  |     | 7:3  | 19:1 | 9:1  | 2:3  | 14:0 |
| UFC Münster                | 11:3 | 5:5  | 5:5  | 5:3  | 2:5 |      | 8:4  | 3:7  | 4:10 | 12:2 |
| UFC Paderborn              | 5:1  | 1:3  | 7:6  | 2:9  | 3:6 | 5:8  |      | 3:9  | 4:9  | 5:10 |
| Holzpfosten Schwerte       | 6:3  | 11:1 | 5:3  | 3:3  | 3:6 | 7:2  | 9:2  |      | 4:5  | 7:3  |
| MCH Futsal Club Sennestadt | 6:2  | 6:1  | 8:3  | 10:4 | 4:5 | 5:2  | 6:0  | 11:3 |      | 7:4  |
| Wuppertaler SV             | 0:3  | 5:11 | 3:2  | 5:4  | 2:4 | 4:3  | 7:5  | 3:8  | 5:9  |      |
| Stand: Saisonende          |      |      |      |      |     |      |      |      |      |      |

Das für den 10. Februar 2018 angesetzte Spiel zwischen den Bonner Futsal Lions und dem SC Aachen musste abgesagt werden, da beide Mannschaften vor der verschlossenen Sporthalle standen. Die Partie wurde am 21. Februar 2018 nachgeholt.

## Torschützenliste
| Pl. | Spieler                         | Verein                                        | Tore |
| --- | ------------------------------- | --------------------------------------------- | ---- |
| 1   | Hakim Aytan                     | Black Panthers Bielefeld                      | 39   |
| 2   | Hakan Erdem                     | MCH Futsal Club Sennestadt                    | 30   |
| 3   | Muhammet Sözer                  | MCH Futsal Club Sennestadt                    | 26   |
| 4   | Nils Klems                      | Holzpfosten Schwerte                          | 23   |
| 5   | Nick Mdoreuli Phillip Oldenburg | Black Panthers Bielefeld Holzpfosten Schwerte | 22   |